# Гребенщик
Гребенщи́к, или тамари́кс, или тамари́ск (лат. Támarix) — род растений семейства Тамарисковые (Tamaricaceae), небольшие деревья и кустарники. Типовой род этого семейства.
В разных регионах России растение известно также под названиями бо́жье де́рево, гребенчу́к и би́серник, в Астраханской области — жидови́льник и астраханская сирень, в Средней Азии — дженгил, в Казахстане — жынгыл.
Применяются как декоративные и пескозакрепительные растения.

## Распространение и экология
Представители рода встречаются в пустынях, полупустынях и степях на юге Европы, в Африке и Азии, где являются характерными, часто господствующими растениями. Обычны в тугайных лесах Центральной Азии, где встречается около 15 видов.
Произрастают, преимущественно, вдоль рек в тугайных лесах, на солонцах и солончаках, по краям такыров, а иногда и на барханных песках. В горах Средней Азии поднимаются до 2000 м над уровнем моря; на Кавказе — до 600 м.
Нетребовательны к почве, солеустойчивы. Относительно холодостойки, все виды выдерживают температуру до −17 °С, наиболее холодостойкие до −50 °С. Очень светолюбивы; гибнут даже при затенении ажурной кроной туранги евфратской (Populus euphratica) или тополя сизого (Populus pruinosa).

## Ботаническое описание
| |
| |
| Сверху вниз: Ветвь тамариска безлистного (Tamarix aphylla). Соцветия гребенщика французского (Tamarix gallica) |

Вечнозелёные или листопадные кустарники или деревья, часто растущие кустообразно, высотой 3—5 (до 12) м, при диаметре ствола около 50 см. Крона образована многочисленными тонкими и мелкими ветвями и веточками или грубыми и тупыми ветвями.
Листорасположение очерёдное. Листья длиной 1—7 мм, чешуевидные, сидячие, полустеблеобъемлющие или стеблеобъемлющие, несколько отличающиеся на побегах первого и второго года, без прилистников, покрытые углублениями от солевыделительных желёзок.
Цветки обоеполые, только у двудомного Tamarix dioica раздельнополые, мелкие, длиной 1,5—3 (до 5) мм, собранные на годовалых ветвях, в простые или сложные кисти или, на остальных, в метёлки. Прицветники яйцевидные, ланцетные, линейные или шиловидные, тупые, острые или с хрящеватым остроконечием, часто загнутым внутрь, прямые, отклонённые или отогнутые, короче или длиннее цветоножек или чашечек вместе с цветоножками. Чашечка четырёх—пяти-раздельная, иногда семираздельная, кожистая или мясистая; доли яйцевидные, яйцевидно-ланцетные, треугольно-яйцевидные или овально-ромбические, почти округлые, островатые или тупые. Лепестков четыре или пять, реже до семи; яйцевидных, обратнояйцевидных, продолговатых, продолговато-овальных или эллиптических; розовых или фиолетовых, реже алых или белых; тупых или наверху слегка выемчатых; опадающих или, реже, остающихся при плодах. Тычинки в числе 4—5, реже 6—12; нити тонкие или, иногда, в основании расширенные; пыльники сердцевидные, острые или тупые. Пестик одиночный; завязь верхняя, продолговато-эллиптическая, коническая или бутыльчатая, трёхгранная, одногнездная; столбики в числе 3—4, короткие, булавовидные.
Плод — многосемянная, трёх—пятигранно-пирамидальная коробочка, раскрывающаяся тремя створками, в 3—5 раз превышающая чашечку. Семена мелкие, длиной 0,5—0,7 мм, прямые, сжатые, удлинённо-обратнояйцевидные, в верхней части с остью, покрытой одноклеточными, длинными, беловатыми волосками. Распространяются ветром.

## Значение и применение
Используется как декоративное растение и в озеленении, в группах, одиночных посадках и в живых стриженых изгородях; вечнозеленые виды интересны и для культуры в комнатах. Широко используются для закрепления подвижных песков и в лесопосадках в зонах пустынь и полупустынь, особенно на засоленных почвах. В Китае используется в качестве основного посадочного материала при строительстве ветрозаградительной зелёной стены, вместе с тополями и другими засухоустойчивыми растениями (солянка, анабазис, полынь, бессмертник).
Древесина растений желтовато-белая или желтовато-серая, с хорошо различимыми годичными кольцами, без разделения на ядро и заболонь, кольцесосудистая, сосуды с простыми перфорациями, межсосудистая поровость очерёдная. Древесина тамариксов плотная, с довольно красивым рисунком, но из-за редкости крупных деревьев, пригодна только как материал для небольших поделок, токарных и резных работ.
Порослевые, четырёх—семилетние, растения используются на топливо; тонкие стебли в большом количестве используют на стеллажи, при плетении снегозадерживающих щитов, рыболовных снастей и других вещей.
Кора содержит 0,6—10,8 % таннидов, ветви и листья — 3—3,5 %.
В Греции плоды используют в пищу, снимая с них жёсткую кожуру. Также из них изготавливают мармелад. На вкус нежная мякоть плодов терпко-сладкая с приятным абрикосовым привкусом. Также употребляется в пищу смола тамариска, которая по христианской традиции называется "манна небесная". Это белёсая смолянистая жидкость, при застывании приобретает крупитчатую текстуру и имеет приятный медовый аромат и сладковатый вкус. Свежие плоды хранятся в прохладе не более трёх — пяти дней, смола в сухом виде хранится достаточно долго при условии отсутствия большой влажности.
Молодые ветви охотно поедаются скотом; осенью они имеют сильное слабительное свойство.
Пергоносы.

## Классификация

### Таксономия
Род Гребенщик входит в семейство Тамарисковые (Tamaricaceae) порядка Гвоздичноцветные (Caryophyllales).
|  |                  |  |                   |                                      |                          |  | ещё 44 порядка цветковых растений (согласно Системе APG III) | ещё 44 порядка цветковых растений (согласно Системе APG III) |                                            |  |                |  | ещё 5 родов | ещё 5 родов |  |
|  |                  |  |                   |                                      |                          |  | ещё 44 порядка цветковых растений (согласно Системе APG III) | ещё 44 порядка цветковых растений (согласно Системе APG III) |                                            |  |                |  | ещё 5 родов | ещё 5 родов |  |
|  |                  |  |                   | отдел Цветковые, или Покрытосеменные |                          |  |                                                              |                                                              | семейство Тамарисковые                     |  |                |  |             |             |  |
|  |                  |  |                   | отдел Цветковые, или Покрытосеменные |                          |  |                                                              |                                                              | семейство Тамарисковые                     |  | около 35 видов |  |             |             |  |
|  | царство Растения |  |                   |                                      | порядок Гвоздичноцветные |  |                                                              |                                                              | род Гребенщик                              |  |                |  |             |             |  |
|  | царство Растения |  |                   |                                      |                          |  |                                                              |                                                              |                                            |  |                |  |             |             |  |
|  |                  |  | ещё 13-16 отделов | ещё 13-16 отделов                    |                          |  |                                                              | ещё 28 семейств (согласно Системе APG III)                   | ещё 28 семейств (согласно Системе APG III) |  |                |  |             |             |  |
|  |                  |  |                   | ещё 13-16 отделов                    |                          |  |                                                              |                                                              | ещё 28 семейств (согласно Системе APG III) |  |                |  |             |             |  |

### Виды
Род насчитывает около 57 видов, ранее некоторые источники насчитывали до 90 видов, некоторые из них:
- Tamarix africana Poir.
- Tamarix amplexicaulis Ehrenb.
- Tamarix androssowii Litw. — Гребенщик Андросова
- Tamarix aphylla (L.) H.Karst. — Тамариск безлистный, или Листовётка
- Tamarix aralensis Bunge — Гребенщик аральский
- Tamarix arborea Ehrenb. ex Bunge
- Tamarix arceuthoides Bunge — Гребенщик арчевый, или Гребенщик можжевёловый
- Tamarix austromongolica Nakai
- Tamarix canariensis Willd.
- Tamarix chinensis Lour. — Гребенщик китайский
- Tamarix dioica Roxb. ex Roth
- Tamarix elongata Ledeb. — Гребенщик вытянутый
- Tamarix gallica L. typus[6]
- Tamarix gansuensis H.Z.Zhang ex P.Y.Zhang & M.T.Liu
- Tamarix gracilis Willd. — Гребенщик изящный, или Гребенщик стройный
- Tamarix hispida Willd. — Гребенщик опушённый, или Гребенщик щетинистоволосый
- Tamarix jordanis Boiss.
- Tamarix karelinii Bunge — Гребенщик Карелина
- Tamarix korolkowii Regel & Schmalh. — Гребенщик Королькова
- Tamarix laxa Willd. — Гребенщик рыхлый
- Tamarix leptostachys Bunge — Гребенщик тонкоколосый
- Tamarix meyeri Boiss. — Гребенщик Мейера
- Tamarix nilotica (Ehrenb.) Bunge
- Tamarix octandra Bunge — Гребенщик восьмитычинковый
- Tamarix palaestina Bertol.
- Tamarix parviflora DC. — Гребенщик мелкоцветковый
- Tamarix ramosissima Ledeb. — Гребенщик ветвистый, или Гребенщик многоветвистый
- Tamarix rosea Bunge
- Tamarix sachensis P.Y.Zhang & M.T.Liu
- Tamarix senegalensis DC. — Гребенщик сенегальский
- Tamarix smyrnensis Bunge
- Tamarix stricta Boiss.
- Tamarix taklamakanensis M.T.Liu
- Tamarix tetragyna Ehrenb.
- Tamarix tetrandra Pall. ex M.Bieb. — Гребенщик четырёхтычинковый
- Tamarix usneoides E.Mey.